# Ignacy Sachs
Ignacy Sachs (Varsóvia, 17 de dezembro de 1927 - Paris, 2 de agosto de 2023) foi um economista polonês, naturalizado francês. Também era referido como ecossocioeconomista, por sua concepção de desenvolvimento como uma combinação de crescimento econômico, aumento igualitário do bem-estar social e  preservação ambiental. 

## Biografia
O termo ecossocioeconomia foi cunhado por Karl William Kapp, economista de origem alemã e um dos mais brilhantes inspiradores da ecologia política nos anos 1970.
Há mais de trinta anos Ignacy Sachs lançou alguns dos fundamentos do debate contemporâneo sobre a necessidade de um novo paradigma de desenvolvimento, baseado na convergência entre economia, ecologia, antropologia cultural e ciência política.
Suas ideias são hoje mais claramente compreendidas, no cenário das mudanças climáticas e da crise social e política mundial.
Em 1941, refugiado da Segunda Guerra Mundial, Sachs chegou ao Brasil, onde permaneceu até 1954 e graduou-se em Economia pela Faculdade de Ciências Econômicas e Políticas do Rio de Janeiro (atualmente ligada à Universidade Cândido Mendes).
Por sua crença no comunismo, foi um dos raros judeus poloneses que voltaram ao país natal no pós-guerra e lá trabalhou no Instituto de Relações Internacionais. Entre 1957 e 1960, esteve na Índia como funcionário da embaixada de seu país. Nesse período obteve seu doutorado na Escola de Economia da Universidade de Délhi, com uma tese sobre modelos do setor público em economias subdesenvolvidas. Ao retornar à Polônia, foi encarregado de criar um centro de pesquisas sobre as economias de países subdesenvolvidos, na Escola de Planejamento e Estatística  de Varsóvia. 

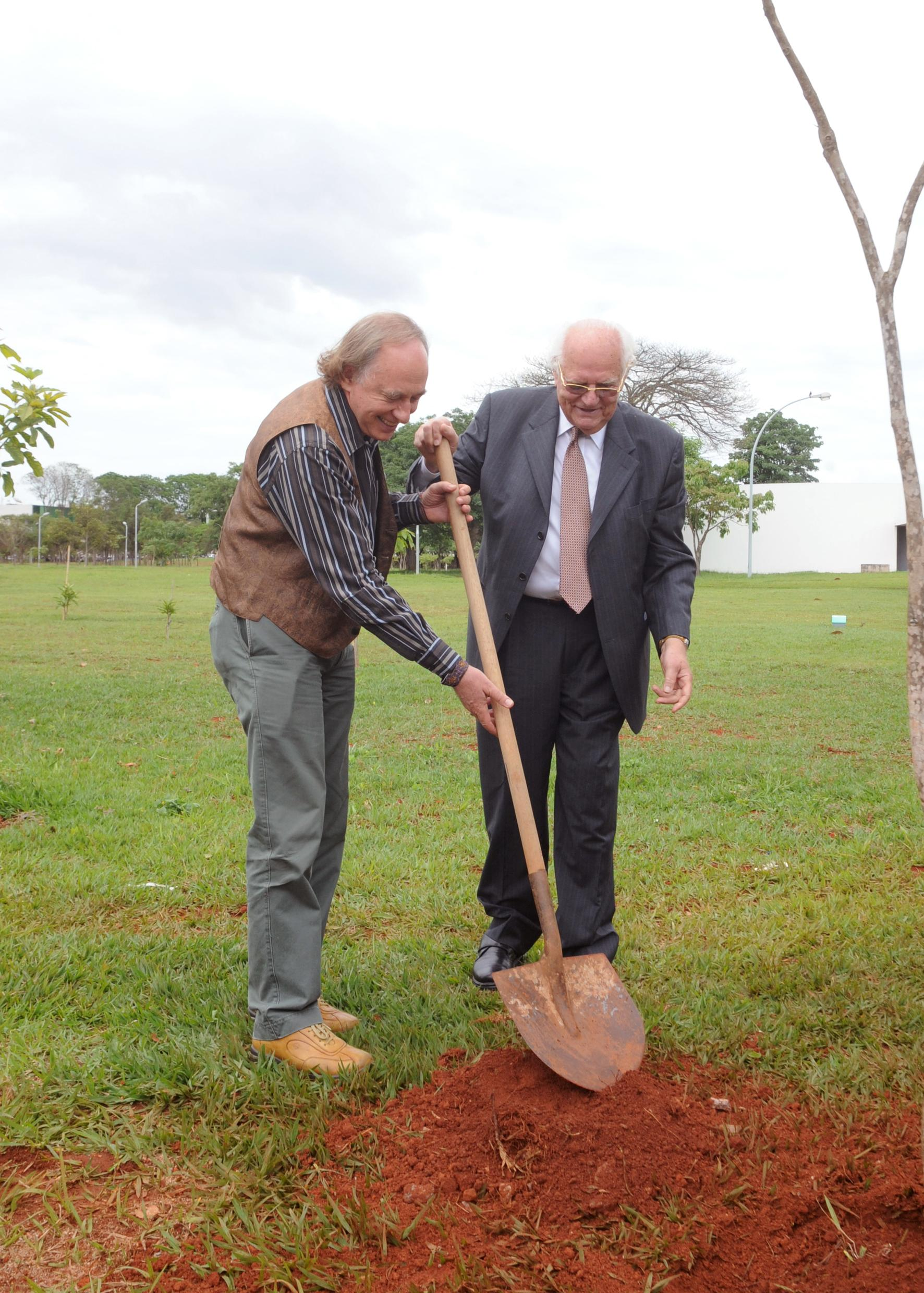
Ignacy Sachs com o ministro brasileiro do Meio Ambiente, Carlos Minc (2008).

Em 1968 foi convidado por Fernand Braudel para integrar o corpo docente da futura École des Hautes Études en Sciences Sociales (EHESS), onde criou, em 1985, o Centre de recherches sur le Brésil contemporain (Centro de Pesquisas sobre o Brasil Contemporâneo), do qual era um dos diretores.
Trabalhou na organização da Primeira Conferência de Meio Ambiente e Desenvolvimento da ONU, realizada em Estocolmo, Suécia, em 1972, durante a qual foi criado o Programa das Nações Unidas para o Meio Ambiente (PNUMA). Foi um dos elaboradores da declaração final da Conferência. Nessa época, a partir de uma proposta do secretário da Conferência, Maurice Strong, Ignacy Sachs formulou o conceito de ecodesenvolvimento que, anos depois, daria origem à expressão desenvolvimento sustentável.
Sachs foi também conselheiro especial da Conferência das Nações Unidas sobre Meio Ambiente e Desenvolvimento, realizada no Rio de Janeiro, em 1992.
É autor de mais de 20 livros sobre desenvolvimento e meio ambiente.

## No Brasil
Ligado à PUC-SP tem-se o NEF - Núcleo de Estudos do Futuro que ajuda a manter a Cátedra Ignacy Sachs através de um Grupo de Colaboradores liderados pelo Prof. Arnoldo de Hoyos. A Cátedra se dedica a dar conhecimento e continuidade aos conceitos de Sustentabilidade e melhoria constante das condições sociais baseados na obras de Sachs. Da mesma forma, difunde, discute e produz conteúdos sobre seus conceitos de economia, sustentabilidade e bem estar coletivos.
Sachs esteve duas vezes no programa Roda Viva, em 1998 e 2007.

## Obra

### Obras publicadas no Brasil e sobre o Brasil
- Capitalismo de Estado e Subdesenvolvimento: Padrões de setor público em economias subdesenvolvidas. Petrópolis: Vozes. 1969.
- Ecodesenvolvimento: crescer sem destruir. Trad. de E. Araujo. - São Paulo: Vértice, 1981.
- Espaços, tempos e estratégias do desenvolvimento. São Paulo: Vértice. 1986.
- Histoire. culture et styles de développement: Brésil et Inde -esquisse de comparaison sous la dir. de C. Comeliau et I. Sachs. L'Harmattan, UNESCO/CETRAL, Paris.
- Extractivismo na Amazônia brasileira: perspectivas sobre o desenvolvimento regional. Ed. por M. Cllisener-Godt e Ignacy Sachs. -Paris: UNESCO, 1994; -96 p. (Compêndio MAB; 18)
- Estratégias de transição para o século XXI: desenvolvimento e meio ambiente. Prefácio: M. F. Strong; trad. Magda Lopes. São Paulo: Studio Nobel: Fundação do desenvolvimento administrativo (FUNDAP), 1993.
- Brazilian Perspectives on Sustainable Development of the Amazon Region. ed. by M. Clüsener-Godt and I. Sachs. UNESCO/The Parthenon Publishing Group, Paris-New York, 1995.
- Rumo à Ecossocioeconomia - teoria e prática do desenvolvimento. São Paulo: Cortez Editora, 2007.
- Caminhos para o desenvolvimento sustentável. Ignacy Sachs. Coleção Idéias Sustentáveis. Ed. Garamond, 2006.
- Desenvolvimento includente, sutentável e sustentado. Ignacy Sachs. Ed. Garamond, 2006.
- Inclusão social pelo trabalho. Ignacy Sachs. Ed. Garamond, 2006.

## Obras sobre Ignacy Sachs
- Desenvolvimento e Meio Ambiente no Brasil - A contribuição de Ignacy Sachs. Organizacão de Paulo Freire Vieira. Mauricio Andres Ribeiro. Roberto Messias Franco, Renato Caporali Cordeiro. Editora Palotti/APED. Florianópolis. 1998.
- Pour aborder le XXIème siècle avec le développement durable, textes édités par Solange Passaris et Krystyna Vinaver. Economies et Sociétés - Cahiers de l'ISMEA, tome xxxn. n° 1/1998. Serie "Développement, croissance et progrès", Presses Universitaires de Grenoble, Grenoble.
- Desenvolvimento, inovação e sustentabilidade - Contribuições de Ignacy Sachs. Textos de Cristovam Buarque, Fernando Henrique Cardoso, Luciano Coutinho, Enrique V. Iglesias, Marcel Bursztyn, Vinicius Lages e outros. Rio de Janeiro: Editora Garamond.